# Чемпионат Киргизской ССР по футболу
Чемпионат Киргизской ССР по футболу — футбольный турнир, выявлявший сильнейшие киргизские футбольные команды. Проходил с 1934 по 1991 гг. между клубными командами. В системе лиг советского футбола имел статус соревнования коллективов физической культуры.

## Чемпионы
Победителями были:

| - 1934: команда города Бишкек - 1935: Динамо (Фрунзе) - 1936: Буревестник (Фрунзе) - 1937(в): Спартак (Фрунзе) - 1937(о): Буревестник (Фрунзе) - 1938(в): Динамо (Фрунзе) - 1938(о): Динамо (Фрунзе) - 1939-44: не разыгрывался - 1945: команда города Бишкек - 1946: Спартак (Фрунзе) - 1947: Спартак (Фрунзе) | - 1948: Спартак (Фрунзе) - 1949: Буревестник (Фрунзе) - 1950: Спартак (Фрунзе) - 1951: команда города Бишкек - 1952: Динамо (Фрунзе) - 1953: команда Ошской области - 1954: команда города Бишкек - 1955: команда города Бишкек - 1956: команда города Бишкек - 1957: команда Фрунзенской области | - 1958: Торпедо (Фрунзе) - 1959: Торпедо (Фрунзе) - 1960: СКИФ (Фрунзе) - 1961: команда города Майли-Сай - 1962: Алга (Калининское) - 1963: Алга (Калининское) - 1964: Сельмашевец (Фрунзе) - 1965: Алга (Калининское) - 1966: Сельмашевец (Фрунзе) - 1967: Алга (Калининское) - 1968: Сельмашевец (Фрунзе) - 1969: Инструментальщик (Фрунзе) - 1970: Сельмашевец (Фрунзе) | - 1971: Электрик (Фрунзе) - 1972: Сельмашевец (Фрунзе) - 1973: Сельмашевец (Фрунзе) - 1974: Текстильщик (Ош) - 1975: Инструментальщик (Фрунзе) - 1976: Строитель (Джалал-Абад) - 1977: Сельмашевец (Фрунзе) - 1978: Инструментальщик (Фрунзе) - 1979: Сельмашевец (Фрунзе) - 1980: Инструментальщик (Фрунзе) - 1981: Инструментальщик (Фрунзе) | - 1982: Инструментальщик (Фрунзе) - 1983: Инструментальщик (Фрунзе) - 1984: Инструментальщик (Фрунзе) - 1985: не разыгрывался - 1986: Сельмашевец (Фрунзе) - 1987: Сельмашевец (Фрунзе) - 1988: Сельмашевец (Фрунзе) - 1989: Сельмашевец (Фрунзе) - 1990: Сельмашевец (Фрунзе) - 1991: Сельмашевец (Фрунзе) |